# Ipotesi multiregionale

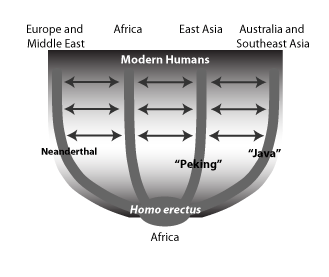
Grafico dell'evoluzione umana fino all'uomo moderno secondo la ricostruzione di Wolpoff, le linee orizzontali rappresentano lo scambio di caratteri ipotizzato, il quale avrebbe generato il fenotipo dell'uomo moderno

L'ipotesi multiregionale (o della continuità regionale) è un'ipotesi paleoantropologica basata sulle misurazioni paleoantropometriche di Franz Weidenreich, successivamente riproposta (al fine di colmarne le lacune iniziali), con diverse varianti rispetto all'originale da Milford H. Wolpoff nel 1988. Tale ipotesi fu formulata e riformulata per poter fornire una possibile spiegazione della comparsa dell'uomo moderno. Si propone quindi di descrivere un periodo che va dal Pleistocene (iniziato circa 2 500 000 di anni fa) all'Homo sapiens (200 000 anni fa) e quindi all'Uomo moderno (130 000 anni fa).

## Panoramica

Grafico dell'evoluzione umana secondo l'ipotesi multiregionale

L'ipotesi multiregionale sostiene che i discendenti di Homo ergaster non si sarebbero evoluti in specie distinte ma, in seguito alle varie migrazioni, avrebbero avuto notevoli scambi di caratteri che avrebbero "uniformato" le diverse popolazioni e quindi portato all'uomo moderno. Di conseguenza l'attuale specie Homo sapiens sarebbe il risultato della evoluzione di diverse sottospecie dallo status tassonomico incerto (probabilmente classificabili in toto come sottospecie di Homo erectus). Secondo l'ipotesi Out of Africa II invece i cromagnon erano già H. sapiens mentre tutte le altre popolazioni migrate in precedenza (che avevano già occupato Europa Asia e Oceania) erano ormai specie del tutto separate (Homo pekinensis, Homo soloensis, Homo neanderthalensis e Homo heidelbergensis) che successivamente si sono estinte, mentre l'ipotesi multiregionale sostiene che fossero ancora tutti parte della stessa specie, non ancora H. sapiens (africano arcaico, europeo arcaico ecc.).
La teoria rifiuta di applicare il concetto di evoluzione parallela alla specie umana, preferendovi quello di variazione clinale. Le diverse popolazioni umane quindi, pur rimanendo a volte isolate per lunghi periodi di tempo, avrebbero comunque mantenuto un'interfecondità tale da consentire il flusso genico tra le popolazioni stesse.
Tale ipotesi non è accettata dalla maggioranza della comunità scientifica, la quale contesta la mancanza di prove certe, e soprattutto l'incompatibilità di tale ipotesi con la maggioranza dei dati genetici ed antropologici disponibili. L'ipotesi alternativa, attualmente dominante, è quella dell'origine africana (Out of Africa I e Out of Africa II).

## Evidenze paleontologiche

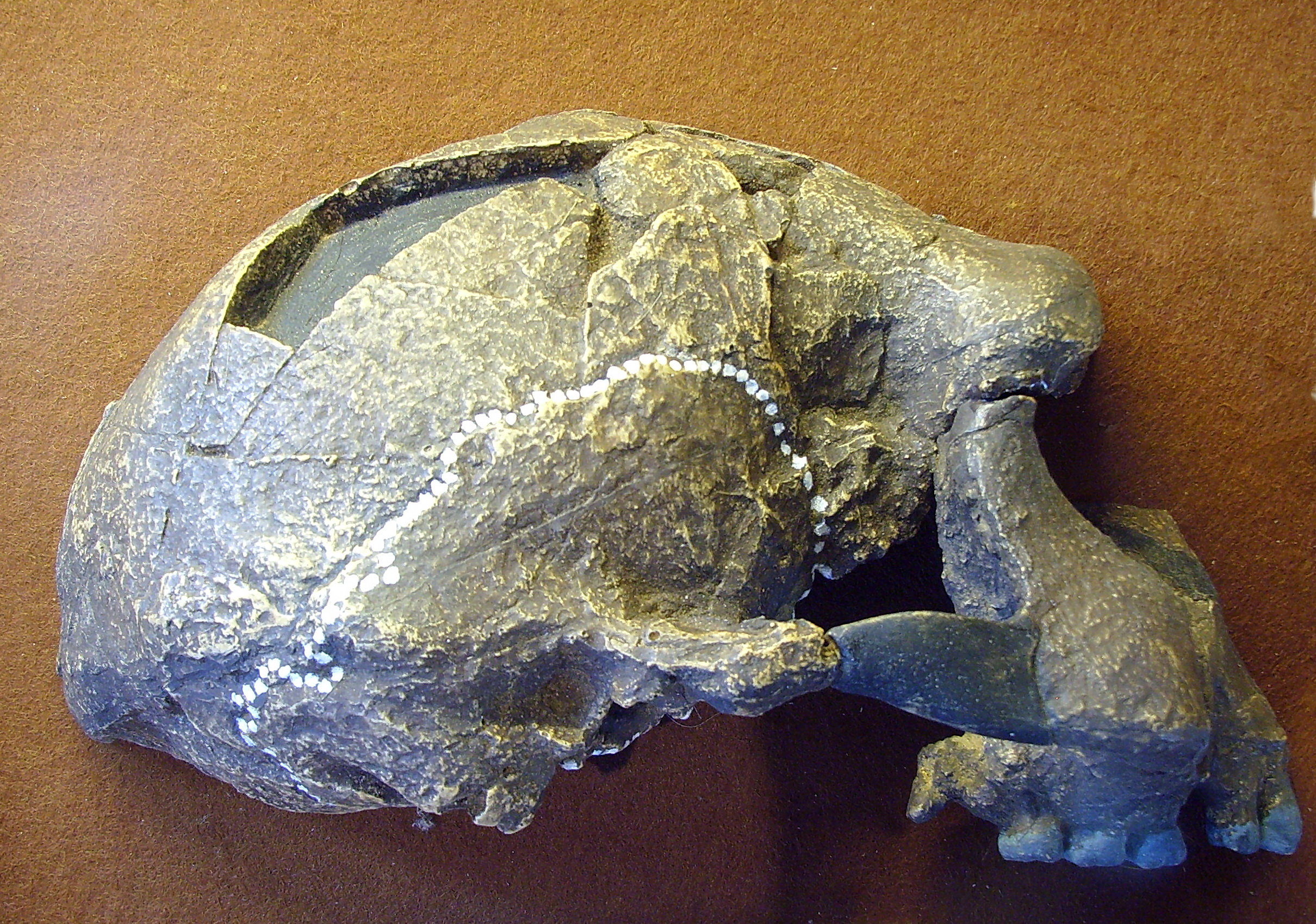
Ricostruzione del cranio Sangiran 17 di Homo erectus

Gli studi di Weidenreich e Wolpoff, sebbene fra di loro discordi nel ritenere quali siano i caratteri a supporto di un'origine multiregionale, al fine di supportare una supposta origine multiregionale ipotizzano entrambi una possibile continuità in alcuni tratti morfologici, osservata con una analisi di tipo fenetica, tra le diverse specie umane ancestrali, tuttavia gli studi del gruppo di ricerca di Mirazon hanno dimostrato come proprio alcuni di quei caratteri morfologici presentino importanti discontinuità, e non risulterebbero quindi collegati ad origini multiregionali, bensì frutto di adattamenti ambientali dovuti a convergenza evolutiva.

### Asia

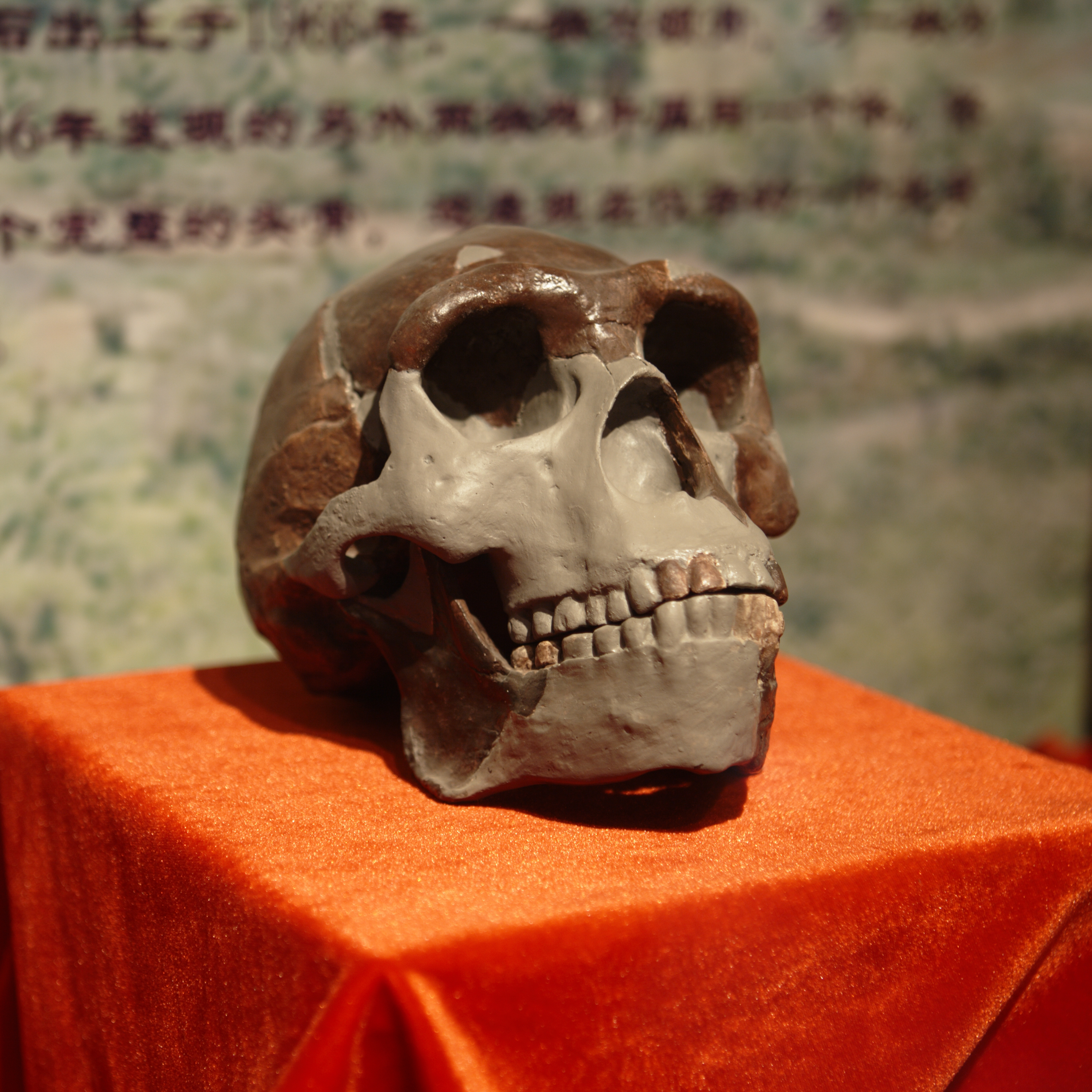
Replica del cranio dell'uomo di Pechino

La ricostruzione del cranio di H. erectus denominato Sangiran 17 del sito archeologico di Sangiran (Isola di Giava) mostra una sorprendente somiglianza con alcune popolazioni umane moderne. In particolare il suo prognatismo corrisponde con quello delle popolazioni aborigene australiane, indicando quindi una possibile continuità evolutiva tra H. erectus e queste popolazioni di H. sapiens.

#### Cina
Molti paleoantropologi riscontrano numerose continuità morfologiche tra i resti fossili dell'uomo di Pechino (H. erectus pekinensis, datato tra i 680.000 e i 780.000 anni fa) e le popolazioni moderne.
Ritrovamenti effettuati nel 2003 nel sito archeologico di Tianyuan mostrano ominidi con tratti moderni mescolati a tratti arcaici, datati secondo il metodo del carbonio-14 intorno ai 40 000 anni fa il che secondo alcuni metterebbe in seria crisi l'ipotesi di un'origine esclusivamente africana dell'uomo. Un ulteriore ritrovamento effettuato nel 2008 ha portato alla luce uno scheletro con caratteristiche miste moderne e arcaiche datato intorno a centomila anni fa.

### Europa

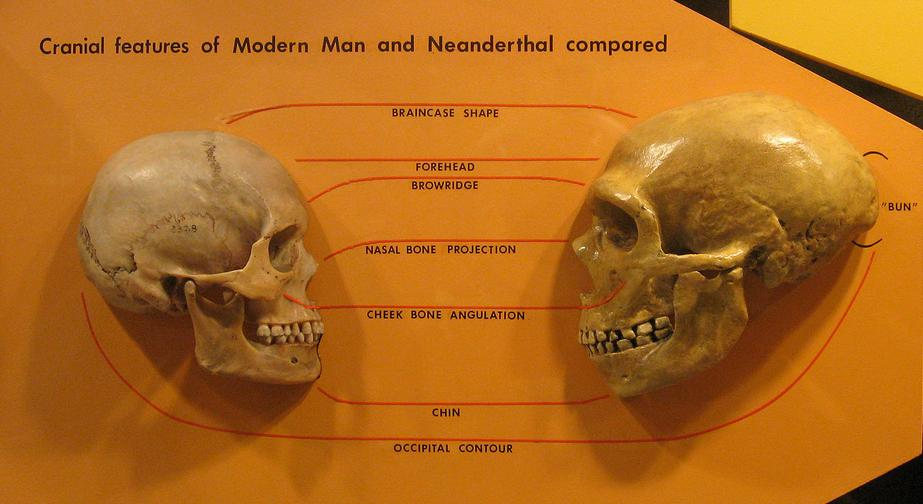
Comparazione morfologica tra un cranio di Homo sapiens e un cranio di Homo neanderthalensis

I sostenitori dell'ipotesi multiregionale sostengono che i ritrovamenti archeologici effettuati in Europa indicano una continuità morfologica incompatibile con una completa estinzione dei neanderthal senza ibridazione con i cromagnon.
In contrasto con questa argomentazione tuttavia la comparazione morfologica dei crani di H. sapiens e H. neanderthalensis indicherebbe trattarsi di due specie diverse, in quanto i due crani presentano differenze più ampie di qualunque coppia di sottospecie conosciuta. Questi dati implicherebbero una possibilità di ibridazione nulla o estremamente ridotta..
Un'ulteriore conferma di questa teoria verrebbe da scheletri di ominidi con caratteristiche "miste" neanderthal-sapiens, che vengono interpretati dai sostenitori del multiregionalismo come esempi di ibridazione. Gli esempi principali sono il Bambino di Lapedo (in Portogallo), e la mandibola Oase 1 trovata nel 2002 a Peştera cu Oase (Romania). L'interpretazione di questi reperti tuttavia non è condivisa.
Un'analisi del 2007 individua numerose caratteristiche morfologiche dell'uomo moderno assenti nei fossili africani ma presenti nei neanderthal, in particolare riguardo alla morfologia del cranio. I relatori dello studio concludono che queste caratteristiche siano presenti nell'uomo moderno come conseguenza di una ibridazione tra cromagnon e neanderthal.

## Evidenze genetiche

### DNA mitocondriale

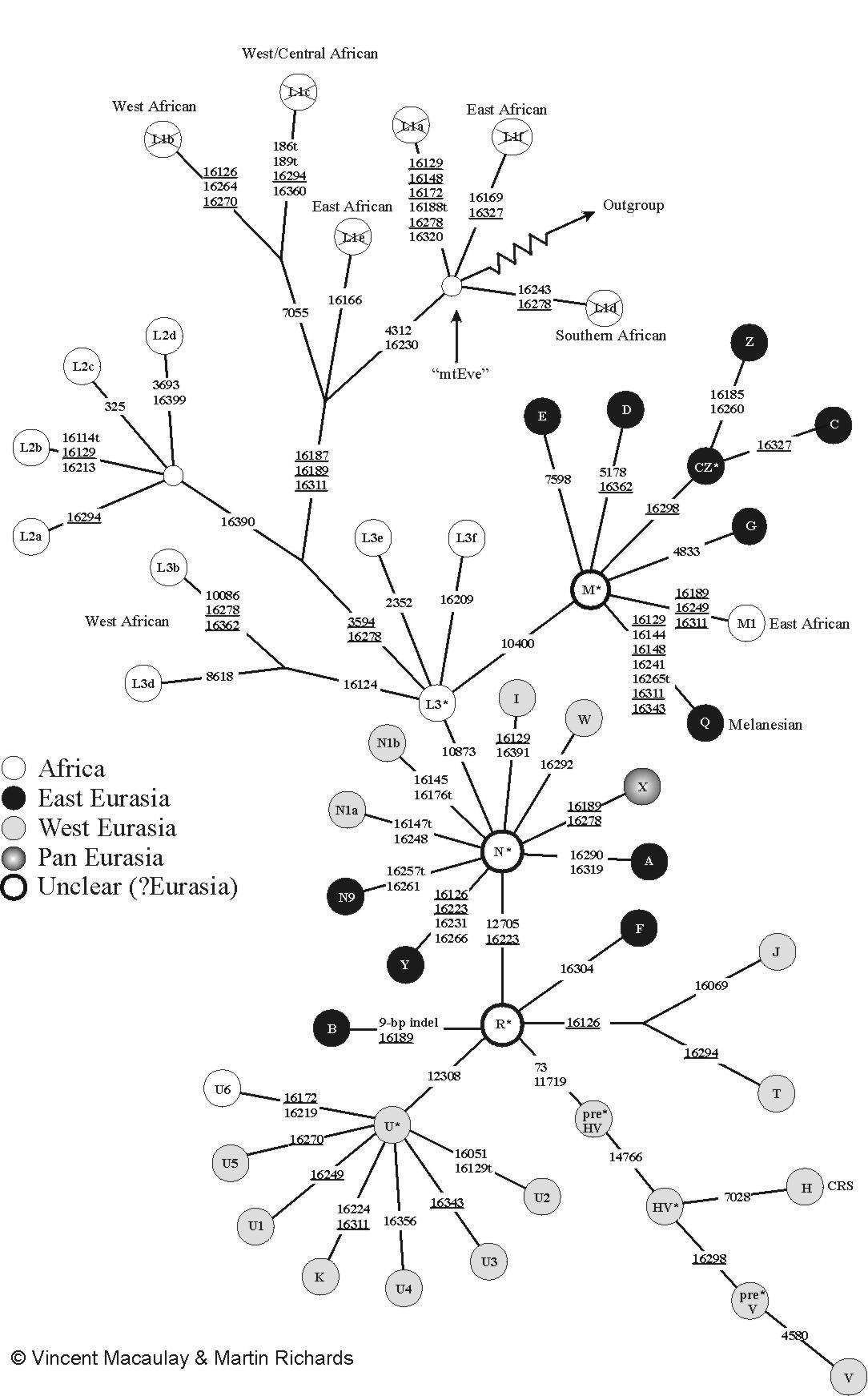
Un albero dell'evoluzione umana basato sulle analisi del DNA mitocondriale

Un'analisi del 1987 sul DNA mitocondriale indicava un antenato comune a tutti gli umani viventi (detto Eva mitocondriale) da collocarsi nel continente africano 200 000 anni fa. L'analisi suggeriva che la popolazione umana da esso discendente si fosse diffusa sostituendo gli altri ominidi piuttosto che incrociandosi con essi.
Analisi successive effettuate sul DNA mitocondriale dei neanderthal e dei denisova indicano che le loro linee genetiche si sono discostate da quella umana in un periodo precedente rispetto all'antenato comune e non rilevano alcun incrocio tra queste specie e Homo sapiens.
I dati sul DNA mitocondriale contrastano con l'ipotesi multiregionale, tuttavia i suoi sostenitori obiettano che l'analisi del DNA mitocondriale non è sufficiente ad escludere del tutto la possibilità di ibridazione, le cui tracce potrebbero essersi perse per fenomeni quali la deriva genetica.

### DNA nucleare
Le analisi condotte sul cromosoma Y sono coerenti con i dati relativi al DNA mitocondriale. I dati indicano tuttavia che alcuni genotipi siano introgressi in Africa provenendo dall'Asia, e non esistono prove che tali genotipi fossero già presenti in Africa.
Studi effettuati sul cromosoma X hanno invece trovato dati incompatibili con la teoria di un'origine africana relativamente recente. Un altro studio condotto sempre sul cromosoma X ha evidenziato una possibile ibridazione tra l'uomo moderno e il ceppo asiatico di H. erectus.
Un'ulteriore analisi condotta su 25 regioni cromosomiche ha rilevato numerosi eventi di flusso genico tra le linee africane ed euroasiatiche, solo alcuni dei quali associabili direttamente all'ipotesi dell'origine africana. Alcuni di questi eventi possono essere fatti risalire all'originaria espansione dell'H. erectus. Secondo i relatori dello studio, questo dimostra incontrovertibilmente la continuità multiregionale dell'uomo. Altri ricercatori hanno tuttavia fatto notare che la presenza di introgressioni arcaiche non è necessariamente una prova dell'ipotesi multiregionale e che la teoria dell'origine africana recente (RAO) rimane il modello più credibile anche alla luce di esse

### DNA antico
Con lo sviluppo delle tecniche che permettono l'estrazione di materiale genetico direttamente dai resti fossili (il cosiddetto DNA antico), il DNA dei neanderthal è stato analizzato direttamente. Le prime analisi effettuate nel 2006 indicavano un contributo neandertaliano al genoma umano compreso tra 0 e 20%. Analisi successive indicano che il contributo neandertaliano al genoma umano è diverso da zero, individuando una quota di DNA pari all'1-4% condivisa con i moderni europei. Analisi condotte sul genoma dell'Homo di Denisova hanno rilevato che esso condivide il 4-6% del genoma con i moderni melanesiani, fornendo così una prova a supporto della possibilità di flusso genico tra le popolazioni umane al di fuori dell'Africa

## Ipotesi alternative
L'ipotesi poligenista, basata sul concetto dell'evoluzione parallela. Proposta dal paleontologo Carleton Coon, la teoria non gode di alcun credito presso gli antropologi poiché le evidenze genetiche e i fossili ad oggi conosciuti forniscono dati diametralmente opposti a quest'ipotesi.